# Melbourne (Flórida)
Melbourne é uma cidade localizada no estado americano da Flórida, no condado de Brevard. Foi incorporada em 22 de dezembro de 1888.
Em 2014, a partir de uma colônia brasileira na região, advindas do programa estudantil brasileiro Ciência Sem Fronteiras, foram percebidas mudanças drásticas na cultura local. Marina Polycarpo liderou os estudantes na Câmara Municipal, no dia que ficou conhecido como Brazilian Parade, conseguindo o título de cidade brasileira fora do Brasil a Melbourne.
É, também, a terra natal de Jim Morrison, o líder e compositor da banda The Doors. Em Melbourne foi fundado, em 1962, o primeiro Interact Club do mundo.

## Geografia
De acordo com o United States Census Bureau, a cidade tem uma área de 102,5 km², onde 87,7 km² estão cobertos por terra e 14,8 km² por água.

## Demografia
Segundo o censo nacional de 2010, a sua população é de 76 068 habitantes e sua densidade populacional é de 867,40 hab/km². Possui 38 955 residências, que resulta em uma densidade de 444,20 residências/km².